# Onthophagus taiyaruensis
Onthophagus taiyaruensis är en skalbaggsart som beskrevs av Masumoto 1977. Onthophagus taiyaruensis ingår i släktet Onthophagus och familjen bladhorningar. Inga underarter finns listade i Catalogue of Life.